# Аарберг
Аарберг (нім. Aarberg) — місто в Швейцарії в кантоні Берн, адміністративний центр округу Зееланд.

## Географія
Місто розташоване на відстані близько 17 км на північний захід від Берна.
Аарберг має площу 7,9 км², з яких на 23,4% дозволяється будівництво (житлове та будівництво доріг), 44,2% використовуються в сільськогосподарських цілях, 29,7% зайнято лісами, 2,6% не є продуктивними (річки, льодовики або гори).

## Історія
Місто засноване 1220 року. У 1351 році придбаний Берном у графа Петера за 16700 гульденів. Серед визначних пам'яток можна відзначити готичну церкву і дерев'яний міст спорудження 1557 року.

## Демографія

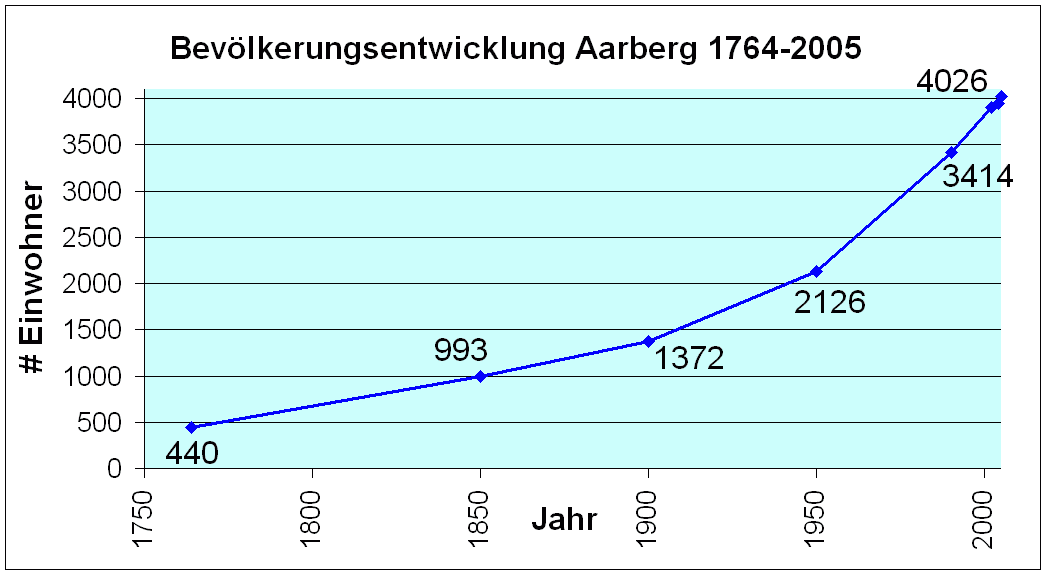
Динаміка чисельності жителів Аарберга

2019 року в місті мешкало 4632 особи (+13,3% порівняно з 2010 роком), іноземців було 12,9%. Густота населення становила 584 осіб/км².
За віковим діапазоном населення розподілялося таким чином: 19,6% — особи молодші 20 років, 59% — особи у віці 20—64 років, 21,3% — особи у віці 65 років та старші. Було 2146 помешкань (у середньому 2,1 особи в помешканні).
Із загальної кількості 2876 працюючих 119 було зайнятих в первинному секторі, 799 — в обробній промисловості, 1958 — в галузі послуг.

## Особистості
- Теодор Голь, архітектор
- Курт Вютрих, хімік, лауреат Нобелівської премії